# Roland Varga (atleta)
Roland Robert Varga (Budapest, 22 ottobre 1977) è un discobolo ungherese naturalizzato croato.
Il 22 luglio 2006 è stato trovato positivo al boldenone ad un controllo antidoping. Nel settembre dello stesso anno è stata ufficializzata la sua squalifica di due anni dalle competizioni dal 18 settembre 2006 al 17 settembre 2008.
Dal 6 agosto 2008 ha acquisito la nazionalità croata.

## Palmarès
| Anno | Manifestazione  | Sede             | Evento           | Risultato | Prestazione | Note |
| ---- | --------------- | ---------------- | ---------------- | --------- | ----------- | ---- |
| 1996 | Mondiali U20    | Sydney           | Lancio del disco | Argento   | 55,20 m     |      |
| 1997 | Europei U23     | Turku            | Lancio del disco | 7º        | 54,68 m     |      |
| 1999 | Europei U23     | Göteborg         | Lancio del disco | Argento   | 61,99 m     |      |
| 1999 | Universiadi     | Palma di Maiorca | Lancio del disco | 7º        | 60,54 m     |      |
| 2001 | Universiadi     | Pechino          | Lancio del disco | 4º        | 61,88 m     |      |
| 2001 | Mondiali        | Edmonton         | Lancio del disco | 7º        | 65,86 m     |      |
| 2003 | Universiadi     | Taegu            | Lancio del disco | 4º        | 59,43 m     |      |
| 2005 | Universiadi     | Smirne           | Lancio del disco | 4º        | 61,38 m     |      |
| 2005 | Mondiali        | Helsinki         | Lancio del disco | 15º (q)   | 61,94 m     |      |
| 2006 | Europei         | Göteborg         | Lancio del disco | dq        | dq          |      |
| 2010 | Europei         | Barcellona       | Lancio del disco | 14º       | 61,55 m     |      |
| 2011 | Mondiali        | Taegu            | Lancio del disco | 30º (q)   | 59,09 m     |      |
| 2012 | Europei         | Helsinki         | Lancio del disco | nm (q)    | nm (q)      |      |
| 2012 | Giochi olimpici | Londra           | Lancio del disco | 36º (q)   | 58,17 m     |      |
| 2014 | Europei         | Zurigo           | Lancio del disco | 18º (q)   | 59,94 m     |      |

## Altre competizioni internazionali
2014
- Argento agli Europei a squadre (Second League) ( Riga), lancio del disco - 59,28 m

2015
- Bronzo al Palio Città della Quercia ( Rovereto), lancio del disco - 60,71 m